# سد آسیاب

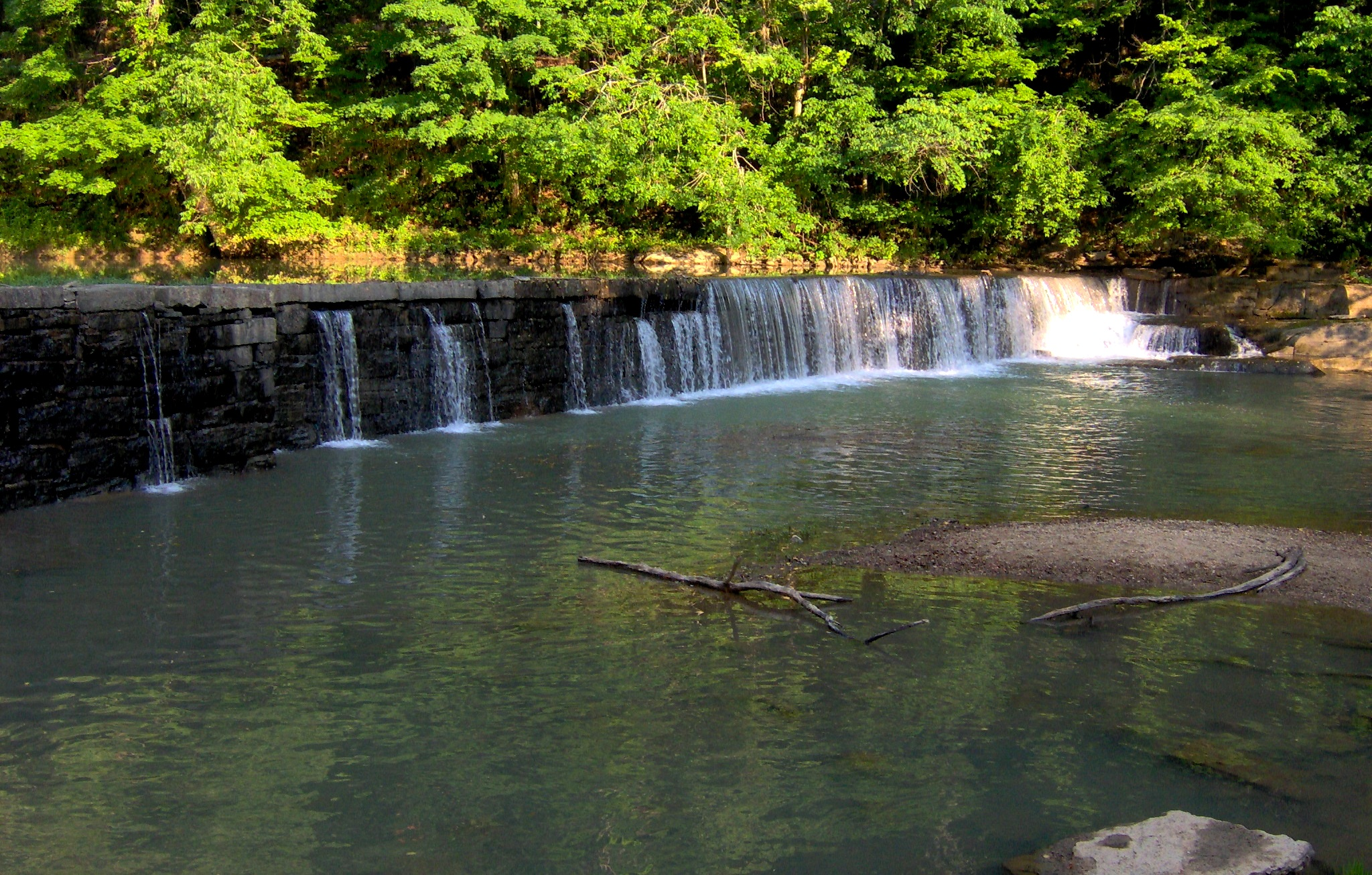

سد آسیاب (به انگلیسی: Milldam) سدی است که روی یک آبراه برای ایجاد یک حوضچه آسیاب ساخته می‌شود.
آبی که از سرریز سد عبور می‌کند برای چرخاندن چرخ آب و تأمین انرژی برای انواع مختلف آسیاب آبی استفاده می‌شود. با بالا بردن سطح آب به گونه‌ای که سرریز بیشتر کاهش یابد، یک آسیاب انرژی بالقوه‌ای را افزایش می‌دهد که آسیاب می‌تواند برای کارهای مختلف مهار و استفاده شود.